# Linia 6 metra w Brukseli
Linia 6 metra w Brukseli – jedna z czterech linii metra w Brukseli.

## Trasa
Na linii znajdują się następujące stacje:
1. Koning Boudewijn/Roi Baudouin
2. Heizel/Heysel
3. Houba-Brugmann
4. Stuyvenbergh
5. Bockstael
6. Pannenhuis
7. Belgica
8. Simonis
9. Ossegem/Osseghem
10. Beekkant
11. Gare de l'Ouest/Weststation
12. Delacroix
13. Clemenceau
14. Zuidstation/Gare du Midi
15. Porte de Hal/Hallepoort
16. Munthof/Hôtel des Monnaies
17. Louise/Louiza
18. Naamsepoort/Porte de Namur
19. Trône/Troon
20. Arts-Loi/Kunst-Wet
21. Madou
22. Botanique/Kruidtuin
23. Rogier
24. Yser/IJzer
25. Ribaucourt
26. Elisabeth (Simonis)